# Mellansel
Mellansel ist eine Ortschaft (Tätort) in der schwedischen Provinz Västernorrlands län beziehungsweise der historischen Provinz Ångermanland. Der Ort liegt 30 km nordwestlich von Örnsköldsvik am Anundsjösjön.
Er liegt an der Bahnstrecke Bräcke-Boden und wurde nach der Eröffnung der Eisenbahnstrecke nach Örnsköldsvik am 1. November 1892 ein Eisenbahnknoten. Nach dem Bau der Botniabanan 2010 wurde der gesamte Personenverkehr eingestellt. Mellansel besitzt auch einen Flugplatz. Das größte Unternehmen in Mellansel ist der Hydraulikmotorhersteller Hägglunds Drives (gehört heute zu Bosch Rexroth) mit 900 Mitarbeitern. In dem Ort gibt es eine Volkshochschule und ein Freibad.

## Bevölkerungsentwicklung
| Jahr | Bevölkerungszahl | Bevölkerungsdichte |
| ---- | ---------------- | ------------------ |
| 1960 | 745              | 320                |
| 1965 | 716              | 307                |
| 1970 | 1323             | 568                |
| 1975 | 1328             | 570                |
| 1980 | 1353             | 581                |
| 1990 | 1178             | 506                |
| 1995 | 1038             | 445                |
| 2000 | 900              | 386                |
| 2005 | 823              | 353                |
| 2010 | 827              | 355                |
| 2015 | 825              | 432                |